# Giedajty

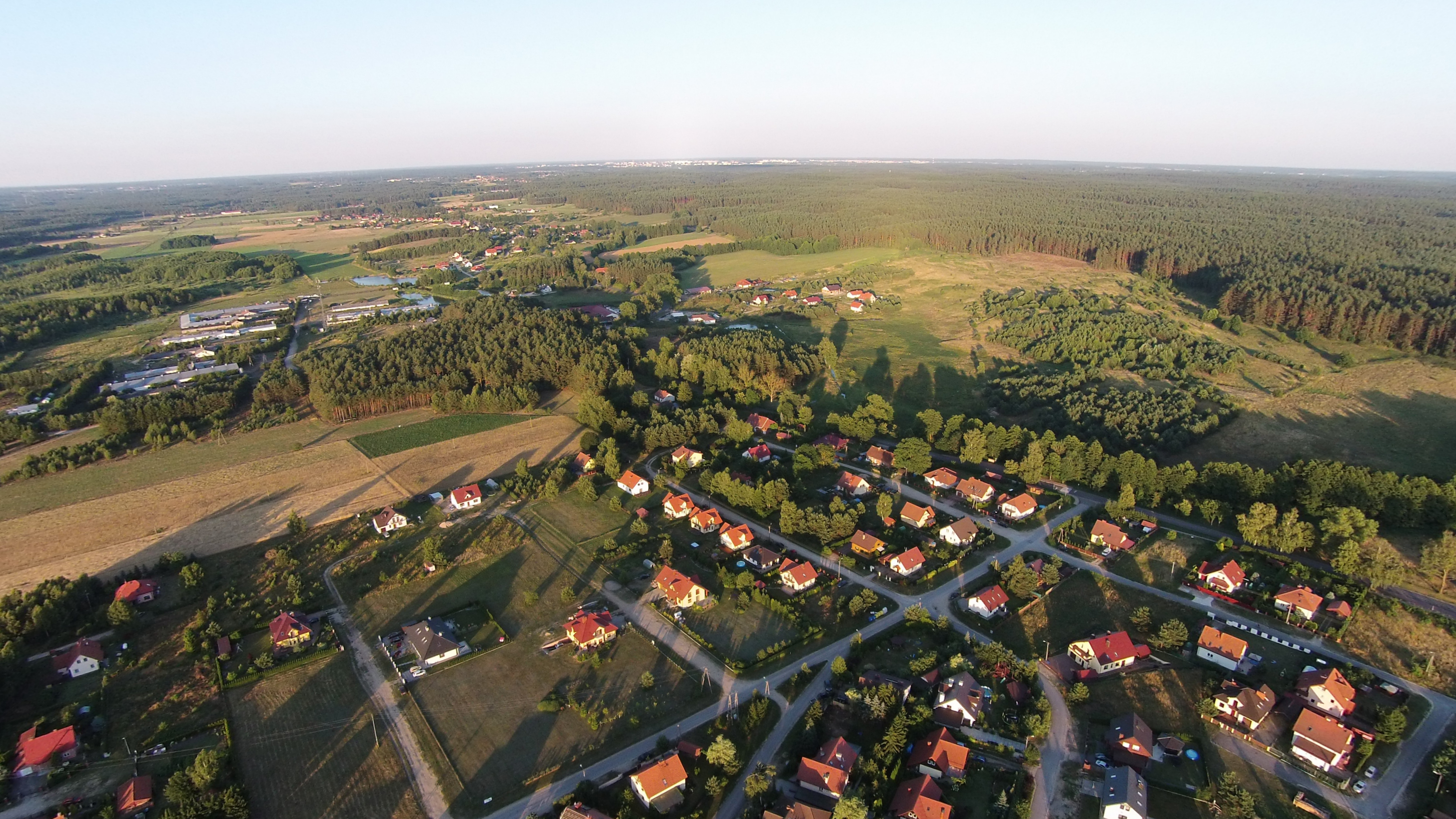
Giedajty z lotu ptaka

Giedajty (niem. Gedaithen) – wieś w Polsce w województwie warmińsko-mazurskim, powiecie olsztyńskim, w gminie Jonkowo. W latach 1975–1998 miejscowość administracyjnie należała do województwa olsztyńskiego.
Wieś Warmińska w kształcie ulicówki, dzieli się na trzy części: Giedajty Północ, Giedajty Centrum oraz Osiedle Giedajty. Położona w południowej części gminy Jonkowo, przy drodze powiatowej nr 527. We wsi znajduje się sklep spożywczo-przemysłowy.

## Historia
Wieś pod nazwą Gedaithen lokowana 14 lipca 1346 r. przez biskupa warmińskiego Hermana z Pragi (wg innych źródeł wieś założona został w 1352 r.). Przywilej lokacyjny wystawiono w Ornecie, pierwszym sołtysem był Prus Gedete. Od jego imienia nazwana była Gadawken. W 1426 r. wieś ponownie była lokowana.
W czasie wojny polsko-krzyżackiej, zwanej trzynastoletnią (1454-1466), Giedajty (jako wieś warmińska) zostały spalone przez wojska krzyżackie. W czasie kolejnej wojny z lat 1519-1521 nie ucierpiała i nie było ziemi opuszczonej i ugorowanej. W grudniu 1574 kapituła warmińska  przekazała sołtysowi Lorenzowi Beuthowi dwie dodatkowe włóki, wcześniej należące do jednego z chłopów czynszowych. Roczny czynsz ustalono w wysokości jednej grzywny. Pod koniec XVI wieku w Giedajtach zagospodarowanych było 21 włók (łanów), do sołtys należało pięć, pozostałe były uprawiane przez chłopów czynszowych. W tym czasie całkowita wysokość podatku płaconego przez wieś wynosiła 18 grzywien i 15 groszy, ponadto w naturze 32 kury warte łącznie dwie grzywny i 24 grosze. W roku 1556 wystawiono odnowiony przywilej lokacyjny, a także w 1630 kolejny raz. W 1656 r. we wsi było trzech sołtysów (jednym z nich był Grzegorz Lora), trzech wolnych gospodarzy i tyluż chłopów czynszowych. Na prośbę sołtysa Jerzego Lora wieś otrzymała 21 włók czynszowych, trzy włoki wolne od czynszu oraz jedna włokę lasu. Uprawiano łącznie 18 włók (dwie były opuszczone), z których aż 10 należało do wolnych. Roczny podatek wyznaczono w wysokości 66 florenów, 26 kur i 13 gęsi. Wolni uiszczali opłatę rekognicyjną w wysokości 2,5 funta wosku. Na początku lat siedemdziesiątych XVII wieku we wsi mieszkało 37 osób.
Według dokumentów z 1717 roku w Giedajty obejmowały 22 włóki, z których 5,5 było obsiane zbożami a pozostałe stanowiły łąki i pastwiska. Ziemia została zaliczona do szóstej, najgorszej klasy jakości a uprawę ziemi utrudniały liczne bagna, które okresowo podtapiają zasiewy i łąki. Chłopi szarwarkowi posiadali 18 włók, z których musieli płacić roczny czynsz w wysokości 252 florenów (po 14 florenów od włóki). Dodatkowo zobowiązali byli dostarczać 18 gęsi, 36 kur oraz 4,5 kopy jaj (270 sztuk). Szarwark wynosił cztery dni w roku od każdego posiadanej włóki. Dobra sołeckie wynosiły cztery wolne włóki (dwóch sołtysów: Lora i Kernin posiadali po dwie włóki), z których płacono czynsz rekognicyjny w wysokości jednego funta wosku. W styczniu 1772 roku kapituła warmińska obniżyła mieszkańcom wsi czynsz z 14 do 12 florenów z każdej włóki.
W czasie wojny prusko-francuskiej, 3 lutego 1807 roku w na przedpolach Giedajt stacjonowała część VI korpusu francuskiego dowodzonego przez marszałka Michaela Neya. Rankiem wojska francuskie przypuściły generalny atak na rosyjskie pozycje w Jonkowie. Do największych starć doszło wówczas na dzisiejszej drodze Giedajty-Jonkowo, gdzie zginęło lub odniosło rany około 70 Francuzów (zginęło tam trzech oficerów VI korpusu) i tyluż Rosjan.
Na początku XIX wieku dzieci z Giedajt uczęszczały do nowo utworzonej szkoły Warkałach. W 1858 r. w Giedajtach mieszkało 131 osób a dzieci w wieku szkolnym było 20. W 1861 roku we wsi było 163 mieszkańców, z których 160 posługiwało się językiem polskim i było wyznania katolickiego. W tym czasie wieś posiadała 2271,03 morgów ziemi (579,8 ha), w tym 202,79 lasów.
Na początku XX w. we wsi działała dwuklasowa szkoła. Pod koniec lat 30. XX wieku uczył w niej jeden nauczyciel – Szembeck. W 1939 r. w Giedajtach mieszkało 271 osób.
W pierwszej dekadzie XXI w Giedajtach mieszkały 302 osoby.